# 나교
"나교"(裸橋, Nagyo Bridge)는 한국에서 제작된 이희중 감독의 1969년 영화이다. 박노식 등이 주연으로 출연하였고 곽정환 등이 제작에 참여하였다.

## 출연

### 주연
- 박노식
- 방성자
- 남궁원
- 장동휘

## 기타
- 조명: 박응선
- 미술: 박석인